# Фредерик Утрехтский
Фредери́к I (нидерл. Frederik I) (около 780—18 июля 835 или 838) — епископ Утрехта (около 820—835/838). Святой, почитаемый Римско-католической церковью как мученик (день памяти — 18 июля).

## Биография

### Исторические источники
Бо́льшая часть сведений о святом Фредерике находится в сочинении о его смерти («Passio»), написанном в XII веке Отбертом Льежским, однако этот труд основан, в основном, на народных преданиях об этом утрехтском епископе и, по мнению многих историков, носит малодостоверный характер. Также Фредерик упоминается в нескольких современных ему документах, но подобных исторических источников очень немного.

### Ранние годы
Согласно данным, сообщаемым Отбертом Льежским, святой Фредерик родился в селении Сексбирум во Фризии. Его отцом был некий Абельрик, матерью Адель, происходившая из королевской семьи, а братом — Альберик. По фризским преданиям, мать Фредерика Конивелла, в крещении получившая имя Адель, была дочерью фризского короля Альдгисла II и сестрой короля Радбода II.
С детства предназначенный родителями для церковной жизни, Фредерик ещё ребёнком был отдан на попечение епископу Утрехта Рикфриду, который определил своего воспитанника в школу при утрехтском кафедральном соборе. Получив здесь образование, Фредерик стал священником и был отправлен в родную Фризию, где всё ещё проживало большое число язычников. В это время он получил известность как добродетельный, знающий человек и страстный проповедник.

### Епископ Утрехта
Возвратившись в Утрехт, Фредерик был назван епископом Рикфридом своим возможным преемником. После смерти около 820 года своего опекуна, по настоянию императора Людовика I Благочестивого, Фредерик встал во главе Утрехтской епархии. Он получил посвящение в епископский сан или в Майнце, или в Неймегене, однако точная дата этого события не известна. Фредерик впервые назван епископом в современных ему документах в хартии, датированной 7 февраля 828 года. В июне 829 года епископ Утрехта участвовал в церковном соборе в Майнце, на котором, в том числе, было рассмотрено и дело монаха Готшалька из Орбе. Последний современный Фредерику документ, в котором он упоминается — дарственная хартия Утрехтской епархии, данная 26 декабря 834 года.
Современники высоко ценили святого Фредерика как образованного прелата. Он вёл переписку с Рабаном Мавром, который посвятил епископу Утрехта своё сочинение «Комментарии на „Книгу Иисуса Навина“», написал в его честь стихотворение и послал в подарок «Евангелие от Матфея».
Понтификат Фредерика пришёлся на трудный для Утрехтской епархии период, связанный с началом набегов викингов на территорию Франкской империи: первая из этих атак на земли Фризии была совершена в 820 году, а в результате совершённых в 834—837 годах нападений на принадлежавший епископам Утрехта Дорестад, этот богатый порт пришёл в полное запустение. К тому же, в это время империя была охвачена междоусобной войной, во время которой, как предполагается, святой Фредерик поддерживал старшего сына императора Людовика Благочестивого, Лотаря I.
Отберт Льежский рассказывает, что всё то время, которое святой Фредерик находился во главе Утрехтской епархии, он вёл активную миссионерскую деятельность среди язычников-фризов. Несмотря на набеги норманнов, он лично несколько раз ездил в те районы своей епархии, где были сильны языческие традиции, проповедовал там христианство, убедил местных жителей отказаться от практики близкородственных браков и сумел в понятных для них словах изложить им учение о Троице. Среди мест, связанных с проповедью Фредерика, называют остров Вальхерен, а также район современного города Ставерен, где святой боролся с ересями, подобными арианству и савеллианству. Одним из ближайших помощников епископа Утрехта в распространении христианства среди язычников Фризии был Одульф, также причисленный Римско-католической церковью к лику святых.

### Смерть
Церковное предание сообщает, что епископ Фредерик был убит своими врагами. Согласно рассказу Отберта Льежского, святой поссорился с императором Людовиком Благочестивым, когда стал прилюдно критиковать его второй брак, заключённый с Юдифью, называя этот союз кровосмесительным, а супругу императора обвиняя в прелюбодеянии. Императрица Юдифь решила отомстить своему обидчику и подослала к нему двух наёмных убийц. Те 18 июля напали на Фредерика в кафедральном соборе Утрехта сразу после того, как тот отслужил воскресную мессу. В поднявшейся суматохе нападавшим удалось скрыться, а епископ через несколько часов скончался от полученных ран. В обстановке всеобщей печали тело епископа было торжественно похоронено в церкви Синт-Сальватор в Утрехте, усыпальнице местных епископов.
Отберт Льежский, а вслед за ним и Римско-католическая церковь, датируют смерть святого Фредерика 838 годом, однако в этом году 18 июля не было воскресеньем. Поэтому большинство современных историков считает, что епископ Утрехта был убит в 835 году, в ближайший год, когда 18 июля совпадало с воскресным днём. Однако существуют и другие датировки этого события. Также у историков вызывает сомнение и сообщение Отберта о том, что организатором убийства святого была императрица Юдифь, так как ни в одном документе IX века нет данных о её разногласиях со святым Фредериком. Среди возможных инициаторов убийства историки называют язычников с острова Вальхерен, недовольных активной миссионерской политикой епископа Утрехта.

### Посмертное почитание
Уже вскоре после смерти Фредерика, по словам Отберта Льежского, на могиле епископа начали происходить многочисленные чудеса, доказывавшие святость убитого епископа, и к XII веку Фредерик уже почитался как святой, культ которого был широко распространён на территории современных Нидерландов, а также в Фульдском монастыре. В настоящее время имя Фредерика Утрехтского внесено в «Римский мартиролог», в соответствии с которым католики празднуют день его памяти 18 июля, в годовщину его гибели. В иконографии атрибутами Фредерика являются престол и пронзающие тело святого два меча. Ему посвящены несколько церквей в Нидерландах и Бельгии.
Бо́льшая часть мощей Фредерика была утеряна во время Реформации. Наиболее известная реликвия, сохранившаяся до нашего времени — святая глава, спасённая утрехтскими прихожанами во время Нидерландской революции и до конца XIX века хранившаяся у частных лиц, а затем переданная епархии Утрехта.